# Franz Xaver Zweimüller
Franz Xaver Zweimüller  (* 14. November 1904 in Polling im Innkreis; † 12. Februar 1988 ebenda) war ein oberösterreichischer Politiker (VF/ÖVP) und Kaufmann. Er war Vizebürgermeister von Polling im Innkreis und von 1949 bis 1967 Abgeordneter zum Oberösterreichischen Landtag.

## Ausbildung und Beruf
Nach dem Besuch der Volksschule seiner Heimatgemeinde Polling im Innkreis wechselte Zweimüller an die Bürgerschule der Bezirkshauptstadt Braunau am Inn. Er schloss seine Schulbildung an der Handelsschule in der Stadt Wels ab und wurde in der Folge Kaufmann in Polling im Innkreis, wobei er seine
praktische Ausbildung bei den Firmen Stadlbauer, Hiestand bzw. Mitterhauser in Wels absolvierte. 1927 übernahm er den elterlichen Handelsbetrieb, zudem war er als Ausschussmitglied der Genossenschaft der Handelstreibenden in Altheim und Umgebung aktiv.

## Politik und Funktionen
Zweimüller engagierte sich ab 1928 als Bezirksführer der Heimwehr im Bezirk Braunau am Inn und war ab 1934 Bezirksführer der Vaterländischen Front Braunau am Inn. Er wirkte zudem von 1935 bis 1938 als Bezirksführer der Frontmiliz. In der Berufsvertretung war er ab 1934 als Mitglied der Kaufmannschaft Oberösterreich aktiv, zwischen 1935 und 1938 war er des Weiteren Vorsteher-Stellvertreter des Handelsgremiums für den Bezirk Braunau und Kammerrat der Handelskammer.
Nach dem Zweiten Weltkrieg übernahm er 1945 die Funktion des Vorstehers des Handelsgremiums für den Bezirk Braunau am Inn, zudem wirkte er erneut von 1946 bis 1950 als Kammerrat der Handelskammer und war ab 1953 Ausschussmitglied des Gremiums der Lebensmittelhändler und Textilwarenhändler Oberösterreichs. Er war zudem ab 1952 innerparteilich als Hauptbezirksobmann der ÖVP Braunau am Inn aktiv und vertrat seine Partei als Gemeinderat in Polling im Innkreis. Zeitweise hatte er auch das Amt des Vizebürgermeisters von Polling inne. Zwischen dem 5. November 1949 und dem 16. November 1967 vertrat er die Volkspartei im Oberösterreichischen Landtag.

## Auszeichnungen
- Ehrenbürger der Gemeinde Perwang am Grabensee (1951)
- Berufstitel Kommerzialrat